# Spitzstein (Sächsische Schweiz)
Der Spitzstein (auch Spitzer Stein) ist ein 410 m ü. NHN hoher Felsgipfel in der Sächsischen Schweiz.

## Lage und Umgebung
Der Spitzstein liegt südwestlich der Ortschaft Cunnersdorf. Im Westen liegt der Lampertsstein (425 m), im Süden der Rotstein (457 m) und im Südosten der Katzstein (474 m).

## Wandern
Hundert Meter vom Gipfel entfernt verläuft der Forststeig Elbsandstein. Nordwestlich vom Gipfel des Spitzsteins befindet sich das „Spitzstein-Biwak“, ein Biwakplatz mit Schutzhütte und Zeltplätzen, der mit zum Forststeig Elbsandstein gehört.